# Партия «Республика Объединения»
Па́ртия «Республика Объединения» (рум. Partidul „Republica Unirii”) —  политическая партия в Республике Молдова. Образована 6 марта 2011 года. Выступает за вступление Молдовы в Европейский союз и НАТО путём присоединения Республики Молдова к Румынии.

## Руководство партии
- Сергей Мокану — председатель движения «Антимафия»,
- Даниела Бодруг — первый вице-председатель,
- Виталий Колин — генеральный секретарь.

## История

### Создание Народного движения Антимафия (НДА)
Летом 2010 года Сергей Мокану объявил кампанию против правящей мафиозной политической системы и предупредил партии, входившие в состав Альянса «За европейскую интеграцию» (АЕИ), об опасности, которая сопряжена с приходом в политику и на государственные должности сомнительных людей из окружения прежней власти. В конце 2010 года была создана инициативная группа по созданию Народного движения Антимафия, а 30 января 2011 года было принято Орхейское заявление, заложившее основы Движения.

### Учредительный съезд НДА 6 марта 2011 года
Учредительный съезд Народного движения Антимафия состоялся 6 марта 2011 года, в нем приняли участие 259 делегатов, которые представляли все районы страны. Делегаты съезда избрали руководящие органы и утвердили Программу и Устав партии. Председателем формирования избрали Сергея Мокану, первыми вице-председателями — Виорела Цопу и Георгия Сусаренко, а Рэзвана Павелиу и Даниела Бодруг назначили вице-председателями партии.

### II съезд НДА 27 августа 2013 года
Делегаты съезда единогласно утвердили новую Программу формирования, озаглавленную «II республика», которая стала предвыборной программой НДА на состоявшихся в ноябре 2014 года парламентских выборах. Программой предусматривалось развитие малого и среднего бизнеса, поддержка сферы образования, создание политического трибунала, реорганизация таможенной и налоговой систем.
В ходе съезда были внесены изменения в состав руководящих органов формирования. Вице-председателями были избраны Даниела Бодруг, Валериан Вартик и Александр Флоренца, а генеральным секретарем — Андрей Бадю. Также делегаты проголосовали за состав Политического бюро. В работе съезда приняли участие более 300 делегатов из всех районов страны.

### III съезд НДА 21 сентября 2014 года
21 сентября 2014 года в Кишиневе состоялся III съезд Народного движения «Антимафия» (НДА). Во время мероприятия политическая формирование официально вступила в предвыборную кампанию с программой «Никаких обязательств кроме общественного интереса!».
Делегаты съезда также приняли Резолюцию о немедленных гарантий политически-военной безопасности Республики Молдова.
По словам организаторов на III съезде НДА приняли участие около 300 делегатов со всей республики.

### Форум «Республика Объединения» и IV съезд НДА 2 сентября 2018 года
2 сентября 2018 года в Кишиневе состоялся Форум «Республика Объединения», организованный лидером НДА Сергеем Мокану. На форуме была представлена концепция, согласно которой объединение Республики Молдова с Румынией может состояться путём построения государства Республика Молдова в новой формуле как инструмент для объединения. По словам Сергея Мокану эта программа не является партийной, в особенности накануне парламентских выборов, так как эта программа может быть исполнена любыми людьми, разделяющие видение об объединении. На форуме были приглашены несколько сотен человек, в том числе известных в Молдове личностей.
После проведённого форума состоялся IV съезд НДА, на котором были внесены изменения в руководстве партии и в уставе. Так Сергей Мокану был переизбран председателем партии. Даниела Бодруг стала первым вице-председателем партии, а генеральным секретарём партии стал Виталий Колин.

## Результаты на выборах
Народное движение «Антимафия» приняло участие в парламентских выборах 2010 года по спискам партии «За народ и Отечество», так как на тот момент не существовало Народное движение «Антимафия» как партия, а как команда Сергея Мокану. Лидером списка кандидатов партии стал лидер движения «Антимафия» Сергей Мокану. Партия «За народ и Отечество» получила 0,28% голосов и не преодолела избирательный порог в 4 %.
На парламентских выборах 2014 года Народное движение «Антимафия» набрала 1,74 % голосов избирателей.
На всеобщих местных выборах 2015 года Народное движение «Антимафия» получила следующие результаты:
- Муниципальные и районные советы — 0,36 % голосов.
- Городские и сельские советы — 0,20 % голосов и 7 мандатов.
- Никто из кандидатов партии примарами не были избраны.

На парламентских выборах 2019 года Народное движение «Антимафия» получила следующие результаты:
- По пропорциональной системе — 0,61 % голосов при 6 % избирательного порога для прохождения в Парламент.
- В одномандатных округах партия отказалась принимать участие.
- В итоге никто из кандидатов депутатом не стал.

На всеобщих местных выборах 2019 года Народное движение «Антимафия» получила следующие результаты:
- Муниципальные и районные советы — 0,02 % голосов.
- Городские и сельские советы — 0,02 % голосов.
- Никто из кандидатов партии примарами не были избраны.